# EM i basketball (mænd)
Europamesterskabet i basketball for mænd er et mesterskab for mandlige basketballlandshold fra Europa. Turneringen arrangeres af FIBA Europe og er afviklet siden 1935, og siden 1947 er mesterskabet blevet spillet hvert andet år – i ulige årstal.

## Mesterskaber og medaljevindere

### Medaljestatistik
| Plac. | Hold            | Guld | Sølv | Bronze | Total |
| ----- | --------------- | ---- | ---- | ------ | ----- |
| 1.    | Sovjetunionen   | 14   | 3    | 4      | 21    |
| 2.    | SFR Jugoslavien | 8    | 5    | 4      | 17    |
| 3.    | Spanien         | 4    | 6    | 4      | 14    |
| 4.    | Litauen         | 3    | 3    | 1      | 7     |
| 5.    | Italien         | 2    | 4    | 4      | 10    |
| 6.    | Grækenland      | 2    | 1    | 2      | 5     |
| 7.    | Tjekkoslovakiet | 1    | 6    | 5      | 12    |
| 8.    | Ungarn          | 1    | 1    | 1      | 3     |
| 9.    | Rusland         | 1    | 1    | 2      | 4     |
| 10.   | Letland         | 1    | 1    | –      | 2     |
| 11.   | Tyskland        | 1    | 1    | 1      | 3     |
| 12.   | Egypten         | 1    | –    | 1      | 2     |
| 13.   | Frankrig        | 1    | 3    | 6      | 10    |
| 14.   | Polen           | –    | 1    | 3      | 4     |
| 15.   | Bulgarien       | –    | 1    | 1      | 2     |
| 16.   | Israel          | –    | 1    | –      | 1     |
| 17.   | Tyrkiet         | –    | 1    | –      | 1     |
| 18.   | Serbien         | –    | 2    | –      | 1     |
| 19.   | Kroatien        | –    | –    | 2      | 2     |

### Værtslande og medaljevindere
| EM      | Værtsland                             | Guld            | Sølv            | Bronze          |
| ------- | ------------------------------------- | --------------- | --------------- | --------------- |
| EM 1935 | Schweiz                               | Letland         | Spanien         | Tjekkoslovakiet |
| EM 1937 | Letland                               | Litauen         | Italien         | Frankrig        |
| EM 1939 | Litauen                               | Litauen         | Letland         | Polen           |
| EM 1946 | Schweiz                               | Tjekkoslovakiet | Italien         | Ungarn          |
| EM 1947 | Tjekkoslovakiet                       | Sovjetunionen   | Tjekkoslovakiet | Egypten         |
| EM 1949 | Egypten                               | Egypten         | Frankrig        | Grækenland      |
| EM 1951 | Frankrig                              | Sovjetunionen   | Tjekkoslovakiet | Frankrig        |
| EM 1953 | Sovjetunionen                         | Sovjetunionen   | Ungarn          | Frankrig        |
| EM 1955 | Ungarn                                | Ungarn          | Tjekkoslovakiet | Sovjetunionen   |
| EM 1957 | Bulgarien                             | Sovjetunionen   | Bulgarien       | Tjekkoslovakiet |
| EM 1959 | Tyrkiet                               | Sovjetunionen   | Tjekkoslovakiet | Frankrig        |
| EM 1961 | Jugoslavien                           | Sovjetunionen   | Jugoslavien     | Bulgarien       |
| EM 1963 | Polen                                 | Sovjetunionen   | Polen           | Jugoslavien     |
| EM 1965 | Sovjetunionen                         | Sovjetunionen   | Jugoslavien     | Polen           |
| EM 1967 | Finland                               | Sovjetunionen   | Tjekkoslovakiet | Polen           |
| EM 1969 | Italien                               | Sovjetunionen   | Jugoslavien     | Tjekkoslovakiet |
| EM 1971 | Vesttyskland                          | Sovjetunionen   | Jugoslavien     | Italien         |
| EM 1973 | Spanien                               | Jugoslavien     | Spanien         | Sovjetunionen   |
| EM 1975 | Jugoslavien                           | Jugoslavien     | Sovjetunionen   | Italien         |
| EM 1977 | Belgien                               | Jugoslavien     | Sovjetunionen   | Tjekkoslovakiet |
| EM 1979 | Italien                               | Sovjetunionen   | Israel          | Jugoslavien     |
| EM 1981 | Tjekkoslovakiet                       | Sovjetunionen   | Jugoslavien     | Tjekkoslovakiet |
| EM 1983 | Frankrig                              | Italien         | Spanien         | Sovjetunionen   |
| EM 1985 | Vesttyskland                          | Sovjetunionen   | Tjekkoslovakiet | Italien         |
| EM 1987 | Grækenland                            | Grækenland      | Sovjetunionen   | Jugoslavien     |
| EM 1989 | Jugoslavien                           | Jugoslavien     | Grækenland      | Sovjetunionen   |
| EM 1991 | Italien                               | Jugoslavien     | Italien         | Spanien         |
| EM 1993 | Tyskland                              | Tyskland        | Rusland         | Kroatien        |
| EM 1995 | Grækenland                            | Jugoslavien     | Litauen         | Kroatien        |
| EM 1997 | Spanien                               | Jugoslavien     | Italien         | Rusland         |
| EM 1999 | Frankrig                              | Italien         | Spanien         | Jugoslavien     |
| EM 2001 | Tyrkiet                               | Jugoslavien     | Tyrkiet         | Spanien         |
| EM 2003 | Sverige                               | Litauen         | Spanien         | Italien         |
| EM 2005 | Serbien-Montenegro                    | Grækenland      | Tyskland        | Frankrig        |
| EM 2007 | Spanien                               | Rusland         | Spanien         | Litauen         |
| EM 2009 | Polen                                 | Spanien         | Serbien         | Grækenland      |
| EM 2011 | Litauen                               | Spanien         | Frankrig        | Rusland         |
| EM 2013 | Slovenien                             | Frankrig        | Litauen         | Spanien         |
| EM 2015 | Frankrig, Tyskland, Kroatien, Letland | Spanien         | Litauen         | Frankrig        |
| EM 2017 | Finland, Israel, Rumænien, Tyrkiet    | Slovenien       | Serbien         | Spanien         |
| EM 2022 | Tyskland, Tjekkiet, Georgien, Italien | Spanien         | Frankrig        | Tyskland        |